# Afrikanische Philosophie
Der Begriff Afrikanische Philosophie ist umstritten und wird von verschiedenen Philosophen zudem auch ganz unterschiedlich verwendet. Obwohl aus Afrika stammende oder dort lehrende Philosophen auch in vielen westlich-traditionellen Gebieten der Philosophie schreiben und forschen (etwa zu den Fragen der Metaphysik, Erkenntnistheorie, Moralphilosophie und Politischen Philosophie), beschäftigt sich ein großer Teil der dort erscheinenden Literatur aber auch mit dem Wesen der afrikanischen Philosophie selbst.
Einer der zentralen Punkte der Diskussion befasst sich mit der Frage, was genau mit dem Begriff „afrikanisch“ gemeint ist: der Inhalt der dortigen Philosophie oder die Identität der dortigen Philosophen. Nach der ersten Ansicht wird eine Philosophie dann afrikanisch heißen, wenn sie sich mit spezifisch afrikanischen Themen und Begriffen auseinandersetzt oder dort entwickelte Methoden verwendet; nach der zweiten Meinung umfasst afrikanische Philosophie einfach denjenigen Teil der Philosophie, der von afrikanischen Philosophen (oder noch allgemeiner von Menschen afrikanischer Abstammung) erbracht wird.
Im Folgenden wird afrikanische Philosophie vor allem unter der ersten der oben aufgeführten Rücksichten betrachtet, da dadurch ihre vorhandenen Eigenheiten besonders klar und deutlich zum Ausdruck gebracht werden können. Zudem würde ein Wechsel der Perspektive auch keine wesentliche Änderung in den Resultaten bedeuten, da faktisch afrikanische Philosophie im ersten Sinn mit solcher im zweiten Sinn (noch) zusammenfällt.
Der nun folgende historische Abriss wird zunächst personenzentriert vorgehen und Philosophen beleuchten, die auf dem afrikanischen Kontinent geboren worden sind; mit Beginn der Moderne sollen dann mehr und mehr der Inhalt und die Methode afrikanischer Philosophie im Vordergrund stehen. Zunächst aber eine kurze Darstellung zur Entwicklung der afrikanischen Philosophie in der Antike.

## Antike bis Neuzeit
Die Geschichte der Philosophie im vormodernen Afrika kann anhand der geographischen Gegebenheiten in zwei große Gebiete eingeteilt werden: Entwicklungen im südlichen und im nördlichen Afrika. Diese Unterteilung gründet sich wiederum auf zwei zueinander in Beziehung stehenden Faktoren: dem Austausch mit anderen kulturellen und religiösen Traditionen wie etwa dem Judentum, Christentum und dem Islam und der Entwicklung einer Schriftsprache.
Zunächst kann eine weitere Unterscheidung vorgenommen werden, namentlich die zwischen den Philosophen einer- und der Philosophie andererseits: Paulin J. Hountondji hat einmal angemerkt, dass ohne eine Schriftsprache
„thousands of Socrates could never have given birth to Greek philosophy... so thousands of philosophers without written works could never have given birth to an African philosophy“
Selbst wenn hier also eine eher breit angelegte Definition des Begriffs „Philosoph“ vorausgesetzt wird – so hat etwa Joseph I. Omoregebe vorgeschlagen, ein Philosoph sei jemand
„who devotes a good deal of his time reflecting on [fundamental questions about human life or the physical universe] and who frequently and habitually does this“ –,
besteht immer noch ein deutlicher Unterschied zwischen der zusammenhanglosen Menge einzelner Gedanken eines solchen Denkers, und der Kontinuität eines Denkens, das die Bezeichnung „philosophische Tradition“ verdient. Einfacher gewendet: Selbst wenn es afrikanische Philosophen gibt und gegeben hat, führt das noch nicht notwendigerweise zur Etablierung einer eigenständigen afrikanischen Philosophie.
Die zweite Sichtweise setzt mit einem alternativen Begriff von Philosophie ein: Wenn wir annehmen, dass jede Philosophie als eine kohärente Menge von Annahmen über Natur, Welt sowie den Platz des Menschen darin beschrieben werden kann, kann man bei fast allen Kulturen eine Art von philosophischem Denken nachweisen. Ein solcher Begriff von Philosophie hängt dann auch nicht mehr vom Vorhandensein von Menschen ab, die im Sinne des obigen Omoregbe'schen Vorschlags philosophieren; so wird eine afrikanische Philosophie auch ohne afrikanische Philosophen denkbar.
Eine fehlende Fähigkeit der afrikanischen Einwohner zu philosophischem Denken wird heutzutage von niemanden mehr ernsthaft vorgebracht und wäre wohl auch schwierig zu begründen. Nach der gängigen Ansicht muss für das Entstehen von philosophischem (oder noch allgemeiner wissenschaftlichem) Denken wahrscheinlich eine bestimmte Art von sozialer Struktur vorliegen (dass etwa wenigstens ein Teil der Gesellschaft ausreichend Zeit und Muße zum Nachdenken und Diskutieren hat); auch andere Faktoren werden genannt. Selbst wenn man nun aber annehmen würde, dass sich im alten Afrika keinerlei philosophisches Denken herausgebildet hätte, so wäre das lediglich ein Hinweis darauf, dass einer oder mehrere dieser kontingenten Faktoren dort eben nicht vorlagen; die Fähigkeit seiner Einwohner zum Philosophieren kann dadurch aber kaum in Zweifel gezogen werden.

### Südlich der Sahara
So gibt es auch wenigstens ein sicheres Beispiel für einen vormodernen, aus dem südlichen Afrika stammenden Philosophen im Omoregbe'schen Sinn: Anton Wilhelm Amo wurde als Sklave aus dem afrikanischen Awukenu (etwa das heutige Ghana) nach Europa verschleppt, wuchs dort auf und erhielt eine fundierte Ausbildung: Er erwarb akademische Grade in den Fächern Rechtswissenschaft und Philosophie und wurde schließlich Professor an den Universitäten in Halle und Jena.
Zusätzlich kann noch Zär’a Yaqob (1599–1693) genannt werden, der zwar nicht weiter rezipiert wurde, dafür ein Beispiel für äthiopische Philosophie im 17. Jahrhundert liefert.

### Nördliches Afrika
Die Philosophie in Nordafrika hat eine reiche und wechselvolle Geschichte vorzuweisen: Beginnend im vordynastischen Ägypten und dann weiter vorangetrieben durch den Hellenismus, jüdische Philosophie in Alexandria und die Geburt von Christentum und Islam. Ein zentrales Thema im antiken Ägypten war der Begriff des maat, was sich ungefähr mit „Gerechtigkeit“, „Wahrheit“ oder einfach auch „das, was richtig ist“ wiedergeben lässt. Eines der frühesten Werke der politischen Philosophie stellt die Lehre des Ptahhotep dar, welche die Lerngrundlage von Generationen von ägyptischen Schulkindern bildeten. Hermetische Philosophen wie etwa Giordano Bruno sahen ihre denkerischen Wurzeln in der altägyptischen Philosophie, und tatsächlich finden sich in seinem Werk viele Verweise zu griechischen Philosophen, die in Ägypten studiert haben. Einige Kommentatoren, z. B. George James, vertreten die Ansicht, dass weite Teile der griechischen Philosophie ursprünglich aus Ägypten stammen, und Martin Bernal meint in seinem Buch Black Athena gar, dass ein aus der ägyptischen Philosophie stammender vor-aufklärerischer Ansatz später einer eurozentrischen Sichtweise weichen musste, welche die dort gewonnenen Befunde ablehnte.
Innerhalb der christlichen Tradition kann der aus Africa stammende Philosoph Augustinus von Hippo als einer der bedeutendsten Vertreter früher christlicher Philosophie und Theologie betrachtet werden. Er lebte von 354 bis 430 n. Chr. und schrieb unter anderem sein vielleicht bekanntestes Werk De civitate dei (Der Gottesstaat) in Hippo Regius (heute Annaba in Algerien). Darin greift er eine Reihe anderer christlicher Glaubenslehren wie den Arianismus an und führt Begriffe und Theoreme wie die Ursünde und die Gnadenlehre in die christliche Theologie ein, die für ihren weiteren Verlauf von entscheidender Bedeutung sind.
In der islamischen Tradition stehen Philosophen wie Ibn Baja, der im 12. Jahrhundert lebte und seinen philosophischen Ausgangspunkt im Neuplatonismus nahm. Nach Baja ist der Zweck des menschlichen Lebens die Erlangung wahrer Glückseligkeit. Diese kann über die Schau der Universalien erreicht werden. Dabei stellen Vernunft und Philosophie die hierfür notwendigen Bedingungen dar, wohingegen die etablierten Religionen eine eher untergeordnete Rolle spielen.
Ibn Ruschd (Averroes, Begründer des Averroismus) entwickelte eine demgegenüber eher aristotelisch inspirierte Philosophie. Er vertrat die Ansicht, dass es keinen wirklichen Konflikt zwischen Religion und Philosophie geben muss, dass beide zwar verschiedene, dabei jedoch gleichermaßen zulässige Wege zu Gott darstellen. Während der Philosoph als Freund des Denkens frei den Weg der Vernunft wählen kann, ist die Masse der einfachen Menschen dazu nicht in der Lage und entscheidet sich daher für den Weg des Glaubens.
Ibn Sab'in griff diese Lehre an und argumentierte, dass die aristotelische Philosophie nutzlos für das Verstehen des Universums sei, da es ihr nicht gelänge, die grundlegende Einheit der Welt mit sich selbst und Gott widerzuspiegeln. Daher würde ein wahres Verstehen eine gänzlich davon verschiedene Methode des Denkens erfordern.

## Vier mögliche Kandidaten moderner afrikanischer Philosophie
Der kenianische Philosoph Henry Odera Oruka hat vier verschiedene Spielarten der modernen afrikanischen Philosophie benannt: Ethnophilosophie, Philosophische Weisheit, nationalistische oder ideologische Philosophie und akademische Philosophie. Es ist vielleicht auch möglich, sie als „Bewerber“ für eine bestimmte Richtung in der afrikanischen Philosophie zu betrachten, wobei die Möglichkeit offenbleibt, dass mehr als nur einer deren Anforderungen gerecht werden kann.

### Ethnophilosophie und philosophische Weisheit
Ethnophilosophie umfasst die Aufnahme von in afrikanischen Kulturen vertretenen Überzeugungen. Ein solcher Ansatz behandelt die afrikanische Philosophie als eine Menge gemeinsam geteilter Voraussetzungen, Werte, Kategorien und Annahmen die in Sprache, Denken und Handeln aller afrikanischen Kulturen implizit vorliegen; kurzgefasst versucht sie eine spezifisch afrikanische Weltsicht zu beschreiben. Damit wird sie eher als Gegenstand gemeinsamen Besitzes denn als Tätigkeit, die von einem Individuum ausgeht, begriffen.
Ein Vertreter dieser Denkrichtung, Placide Tempels hat in seinem Buch Bantu Philosophy darzulegen versucht, dass die metaphysischen Kategorien des Bantu-Volks in ihren linguistischen Kategorien widergespiegelt werden. Folgt man dieser Ansicht, kann die afrikanische Philosophie am besten als Wiedergabe der fundamentalen Annahmen über die Realität, wie sie sich in den afrikanischen Sprachen niederschlägt, verstanden werden.
Ein Beispiel für diesen Ansatz stellt das Werk von E.J. Alagoa von der University of Port Harcourt in Nigeria dar, der in seinem Aufsatz An African Philosophy of History in the Oral Tradition für eine spezifisch afrikanische Geschichte der Philosophie eintritt, die sich aus traditionell überlieferten Weisheiten und Sprichwörtern der Völker des Nigerdeltas entwickelt hat. Danach erhält das Alter in der afrikanischen Philosophie einen hohen Stellenwert, was den Erwerb von Weisheit und die Deutung der Vergangenheit angeht. Als Beleg für diese Ansicht zitiert er einige der alten Weisheiten, wie „Mehr Tage, mehr Weisheit“, oder „Was ein alter Mann sitzend erkennt, erblickt ein junger nicht einmal stehend“. Wahrheit wird als ewig und unveränderlich begriffen („Wahrheit vergeht nicht“), aber die Menschen sind irrtumsanfällig („Selbst ein vierbeiniges Pferd stolpert und fällt“). Es ist gefährlich, alleine aufgrund des Erscheinenden zu urteilen („Ein großes Auge führt nicht zu scharfer Sicht“), wobei aber erstpersönlichen Beobachtungen grundsätzlich getraut werden kann („Derjenige der sieht, irrt nicht“). Die Vergangenheit wird nicht als grundsätzlich verschieden von der Gegenwart betrachtet, doch ist Geschichte stets gegenwärtige Geschichte („Ein Geschichtenerzähler berichtet nicht von einer anderen Jahreszeit“). Die Zukunft bleibt außerhalb jeglichen Wissens („Selbst ein Vogel mit einem langen Hals vermag die Zukunft nicht vorherzusehen“). Dennoch wird gesagt, dass Gott „die Ewigkeit überdauert“. Der Geschichte wird eine große Bedeutung eingeräumt („Jemand der über seine Herkunft im Unwissen ist, wird kein wirklicher Mensch sein“) und Geschichtsschreibern (die als „Söhne des Erdreichs“ bezeichnet werden) haben einen hohen Ruf („Der Sohn des Erdreichs hat die scharfen Augen einer Python“).
Eine andere, umstrittenere Anwendung dieses Ansatzes liegt in dem Begriff der Négritude. Leopold Senghor, ein Vertreter der Négritude, argumentierte, dass die spezifisch afrikanische Sichtweise der Realität eher auf Emotion denn auf Logik beruht; ihre Ausarbeitung findet mehr in der individuellen Partizipation als in wissenschaftlicher Analyse statt, weswegen sie sich auch stärker in Werken der Kunst als in wissenschaftlichen Schriften ausdrückt. Dagegen stimmte Cheikh Anta Diop zwar der Senghor'schen These zu, nach der die afrikanische Kultur einzigartig ist, machte aber gleichzeitig darauf aufmerksam, dass die von ihm aufgezeigten Charakteristika zumindest in der angesetzten Breite so nicht haltbar sind: So bildete etwa das alte Ägypten mit seinen Errungenschaften auf den Gebieten der Naturwissenschaft, Mathematik, Architektur und Philosophie die Grundlage der griechischen (und damit abendländischen) Zivilisation.
Kritiker haben diesem Ansatz vorgeworfen, dass wirkliches philosophisches Arbeiten sich wesentlich durch das Aufstellen einer kohärenten philosophischen Position durch einen akademisch gebildeten Philosophen auszeichnet, wohingegen das Sammeln von Weisheiten und Sentenzen einer Kultur sich in verschiedenen Weisen darstellen und interpretieren lässt, die einander auch widersprechen können. So könne man sich gut vorstellen, welche verschiedenen Möglichkeiten sich ergeben, wenn jemand versuchen würde, eine Theorie des Gedächtnisses allein auf der Basis von Sprichwörtern und Redensarten aufzustellen, wie z. B. „Sie hat ein Gedächtnis wie ein Sieb“, „Er hat ein Gedächtnis wie ein Elefant“ etc. In dieser Auseinandersetzung ist der Begriff des Philosophems als Mitte oder als Übergangsbegriff zwischen überlieferten „Weisheiten“ und philosophischen Theorien einerseits, Philosophien als mehr oder weniger konsistenten Begriffsgefügen andererseits hilfreich.
Philosophische Weisheit kann man sich in einer ersten Annäherung als individuelle Variante der Ethnophilosophie vorstellen: In ihr wird das Sammeln der grundsätzlichen Überzeugungen einer Kultur von der gesamtgesellschaftlichen auf die elitäre Ebene verlagert: Im Hintergrund steht dabei der Gedanke, dass die meisten Gesellschaften zwar von ihren Mitgliedern eine gewisse Teilhabe an den von ihr vertretenen Überzeugungen und Praktiken erwarten, davon aber nur ein geringer Prozentsatz ein höheres Niveau an Verständnis der Weltsicht ihrer Kultur erreicht; diese Menschen werden dann als weise betrachtet. In einigen Fällen geht der Weise aber auch vom bloßen Wissen und Verständnis dieser Weltsicht zur Kritik daran über; diese stellt das eigentliche Ziel der Philosophischen Weisheit dar.
Vorreiter dieses Ansatzes ist der kenianische Philosoph Henry Odera Oruka. In den 1970er Jahren hat er sein Projekt der Sage-Philosophy (Weisheitsphilosophie) in strenger Abgrenzung zur Ethnophilosophie entwickelt. Im Rahmen seines Projektes hat er versucht, das individuelle Denken afrikanischer weiser Männer und Frauen (sages) auf der Grundlage eines modernen, an argumentative Kritik und subjektive Begriffsbildung gebundenen Philosophiebegriffs zu dokumentieren und so das Wissen afrikanischer Weiser philosophisch nutzbar zu machen.
Kritiker dieses Ansatzes betonen, dass nicht jedes Infragestellen und jede Kritik „philosophischer Natur“ sei; weiterhin verhindere er, dass die Gedanken der Weisen selbst als Teil der afrikanischen Philosophie betrachtet werden können, da „afrikanische Philosophie“ ja nur als die Sammlung derselben bestimmt wird. Zudem ist bei dieser Sichtweise auch kaum noch ein Unterschied zwischen nicht-afrikanischer Anthropologie oder Ethnologie und afrikanischer Philosophie auszumachen; dieser scheint vielmehr nur noch in der kulturellen Zugehörigkeit des Wissenschaftlers begründet zu liegen.
Generell wird das größte Problem bei beiden bisher vorgestellten Ansätzen in ihrer Abgrenzung gesehen: Es scheint immer noch einen deutlichen Unterschied zwischen der Darstellung einer Philosophie und der Ausarbeitung einer Ideengeschichte zu geben. Ganz gleich, wie originell oder interessant die Annahmen und Überzeugungen von Gruppen wie den Akan oder den Yorùbá auch sein mögen, sie bleiben dennoch bloß Annahmen und sind keine Philosophie. Werden sie dennoch gelegentlich als solche bezeichnet, dann in einem sekundären Sinn des Wortes, als Lebensauffassung, wie sie z. B. in „Meine Philosophie ist es zu leben und leben zu lassen“ zum Ausdruck kommt.

### Akademische Philosophie
Unter akademischer Philosophie versteht man in der afrikanischen Philosophie das traditionell westliche Verständnis von Philosophie (wobei hier sowohl die Kontinental- als auch die analytische Philosophie umfasst sein soll), nach der sie eine spezifische Art und Weise darstellt, sich mit der Welt auseinanderzusetzen und über sie nachzudenken. Nach den Vertretern dieses Ansatzes ist dies eine für den Großteil Afrikas vergleichsweise neue Vorstellung von Philosophie, so dass sie ihr Sujet noch als im starken Wachstum begriffen ansehen, sowohl was die Quantität der von afrikanischen Philosophen gegebenen Beiträge betrifft, als auch was die Qualität in Form des Einbringens von neuen, spezifisch an afrikanischen Anliegen orientierten Themen und Ansätzen angeht.
Die Ethnophilosophen versuchen, die Besonderheit der afrikanischen Philosophie aufzuzeigen, indem sie das spezifisch Afrikanische darin betonen und dabei fast die Philosophie aus den Augen verlieren. Dagegen setzen die akademischen Philosophen umgekehrt ganz auf die allgemein geteilte westliche Bestimmung von Philosophie, wodurch das spezifisch Afrikanische aus dem Blick zu geraten droht. Dieses Dilemma ist allerdings nicht unausweichlich, und viele afrikanische Philosophen sind ihm erfolgreich begegnet, darunter Kwame Anthony Appiah, Souleymane Bachir Diagne, Kwame Gyekye, Kwasi Wiredu, Oshita O. Oshita, Lansana Keita, Peter Bodunrin und Chukwudum B. Okolo. Aminata Diaw war die erste Frau, die an der Universität Dakar Philosophie lehrte. Ihre Dissertation befasst sich mit der politischen Philosophie Rousseaus, ihre späteren Texte mit dem male bias in der Philosophiegeschichte, auch in der afrikanischen.

### Philosophische und theologische Renaissance Afrikas
Schwer zu klassifizieren ist die neue akademische Tendenz, die von dem kongolesischen Philosophen Mubabinge Bilolo vertreten wird. Diese Tendenz kritisiert die Ablenkung der afrikanischen Philosophen mit einer sterilen Auseinandersetzung über die Rezeption der abendländischen Definition der Philosophie in Afrika. Afrikanische Philosophie ist keine „afrikanische Okzidentologie bzw. Europeanologie“ (Bilolo), sondern eine Tradition, die man ausschließlich aus der afrikanischen Geschichte und aus den afrikanischen Texten verstehen und erklären muss. Das Ideal der Philosophie definiert Bilolo mit dem altägyptischen Konzept maat als „Liebe zur Wahrheit, Gerechtigkeit, Solidarität und Ordnung“. Bilolo, der auch Ägyptologe und Historiker der Afrikanischen Philosophie ist, zeigt in seinen zahlreichen Veröffentlichungen, dass die afrikanische Philosophie immer ein Bestandteil der Geschichte der Philosophie seit dem 16. Jahrhundert war. Ausgehend vom Alten Ägypten rekonstruiert Bilolo die Grundtendenzen, die Hauptschulen und die Kernthemen der afrikanischen Philosophie und Religionen. Das Ergebnis dieses Ansatzes ist eine Renaissance der afrikanischen Spiritualität, der Bantu-Theologie sowie der philosophischen Afrozentrizität in der gesamten afrikanischen Diaspora.
Diese Tendenz der Renaissance ist weder anglophon noch frankophon. Sie trägt den Stempel der „germanophonen“ Afrikaner. Zu diesem Kreis der Germanophonen gehören neben Mubabinge Bilolo Philosophen wie Duala M'Bedy, Tshiamalenga Ntumba, Claude Onzakom und Jacob Mabe.

### Nationalistisch-ideologisch geprägte Philosophie
Nationalistisch-ideologisch geprägte Philosophie kann als Spezialfall der philosophischen Weisheit angesehen werden, deren Gegenstand aber nicht die Äußerungen der Weisen, sondern solche der Ideologen ist. Alternativ dazu wird sie auch dem Gebiet der akademischen politischen Philosophie zugerechnet. In beiden Fällen bleibt eine genaue Abgrenzung zwischen Ideologie und Philosophie vorzunehmen, damit zwischen einer bloßen Menge von Ideen und der spezifisch philosophischen Weise des Denkens unterschieden werden kann.